# Gordon Tullock
Gordon Tullock (13 de febrer de 1922 – 3 de novembre de 2014) fou un economista i professor de dret i economia a la George Mason University. És conegut pel seu treball en la teoria de l'elecció pública, camp de l'economia del que n'és un dels fundadors. Tullock desenvolupà la teoria sobre rent-seeking. Rent-seeking és la situació en què una empresa o un individu busca obtenir ingressos a través de la manipulació política.
Obtingué el J.D. de la Universitat de Chicago el 1947. Fou professor a la University of South Carolina, la University of Virginia, Rice University, Virginia Polytechnic Institute and State University, George Mason University i la Universitat d'Arizona. El 1966, fou l'editor fundador de la revista Public Choice. El 1968 va establir el Center for Study of Public Choice juntament amb Charles Goetz.
Va ser president de la Public Choice Society, European Public Choice Society, Southern Economic Association i la Western Economic Association. El 1998, fou elegit Distinguished Fellow de l'American Economic Association.

## Publicacions destacades
- Buchanan, James; Tullock, Gordon. The Calculus of Consent: Logical Foundations of Constitutional Democracy (en anglès).  University of Michigan Press, 1962.
- Tullock, Gordon «The Welfare Costs of Tariffs, Monopolies and Theft» (en anglès). Western Economic Journal, 1967.